# Televisión del Principado de Asturias 2
Televisión del Principáu d'Asturies 8 (TPA 8), fins al 2009 anomenat TPA 2, és un canal de televisió públic  espanyol que emet al Principat d'Astúries. És la segona cadena autonòmica d'aquesta comunitat. És gestionada per l'ens públic Radiotelevisión del Principáu d'Asturies (TPA). Té la seu i estudis a la Universitat Laboral, a Xixón.
El canal tenia la intenció de ser una segona cadena d'estil similar a les que produeixen altres autonòmiques, tot i que, des de l'1 d'abril del 2011, la seva programació és idèntica a la de TPA 7, però amb una hora de retard.